# Gare de Callac
Gare de Callac vasútállomás Franciaországban, Callac településen.

## Vasútvonalak
Az állomást az alábbi vasútvonalak érintik:
- Guingamp-Carhaix-vasútvonal

## Kapcsolódó állomások
A vasútállomáshoz az alábbi állomások vannak a legközelebb:
- Gare des Mais (Gare de Guingamp, Guingamp-Carhaix-vasútvonal)
- Gare du Pénity (Gare de Carhaix, Guingamp-Carhaix-vasútvonal)